# Cymatoderma dendriticum
Cymatoderma dendriticum är en svampart som först beskrevs av Christiaan Hendrik Persoon, och fick sitt nu gällande namn av D.A. Reid 1959. Cymatoderma dendriticum ingår i släktet Cymatoderma och familjen Meruliaceae.   Inga underarter finns listade i Catalogue of Life.